# Kylie Koenig
Kylie Koenig (10 de octubre de 1975) es una deportista australiana que compitió en judo. Ganó siete medallas en el Campeonato de Oceanía de Judo entre los años 1994 y 2012.

## Palmarés internacional
| Campeonato de Oceanía | Campeonato de Oceanía      | Campeonato de Oceanía | Campeonato de Oceanía |
| Año                   | Lugar                      | Medalla               | Categoría             |
| --------------------- | -------------------------- | --------------------- | --------------------- |
| 1994                  | Sídney (Australia)         | Medalla de plata      | –66 kg                |
| 1996                  | Wellington (Nueva Zelanda) | Medalla de bronce     | –61 kg                |
| 1998                  | Apia (Samoa)               | Medalla de plata      | –63 kg                |
| 2000                  | Sídney (Australia)         | Medalla de bronce     | –63 kg                |
| 2010                  | Canberra (Australia)       | Medalla de oro        | –63 kg                |
| 2011                  | Papeete (Francia)          | Medalla de oro        | –63 kg                |
| 2012                  | Cairns (Australia)         | Medalla de oro        | –63 kg                |